# Auvillars-sur-Saône
Auvillars-sur-Saône is een gemeente in het Franse departement Côte-d'Or (regio Bourgogne-Franche-Comté) en telt 212 inwoners (1999). De plaats maakt deel uit van het arrondissement Beaune.

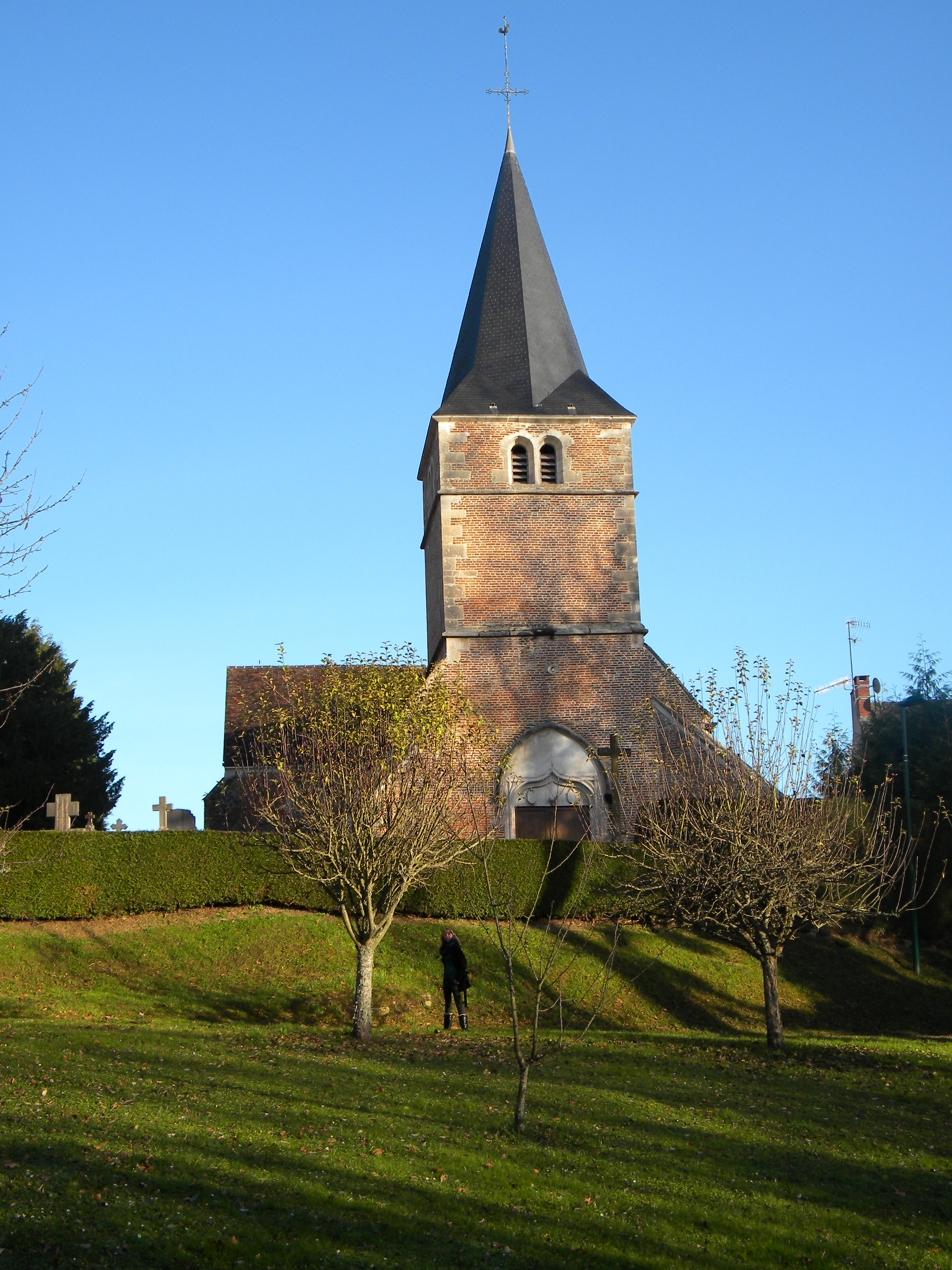
Kerk van Auvillars
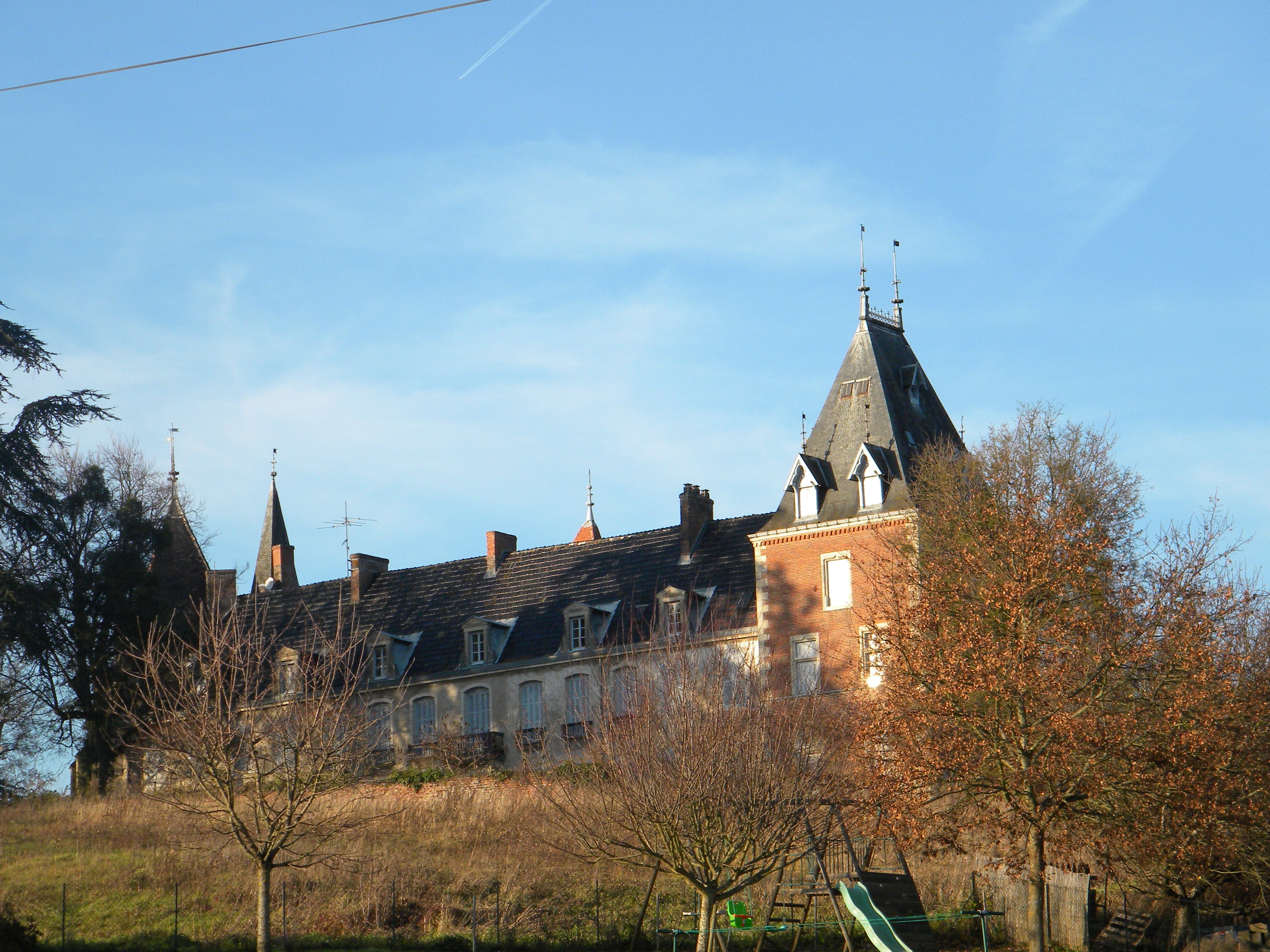
Kasteel van Auvillars

## Geografie
De oppervlakte van Auvillars-sur-Saône bedraagt 6,7 km², de bevolkingsdichtheid is 31,6 inwoners per km².
De onderstaande kaart toont de ligging van Auvillars-sur-Saône met de belangrijkste infrastructuur en aangrenzende gemeenten.

## Demografie
Onderstaande figuur toont het verloop van het inwonertal (bron: INSEE-tellingen).